# 勁爆倉鼠樂隊
《勁爆倉鼠樂隊》為2008年製作，以惡搞超級戰隊或特攝英雄為主題的韓國動畫，此動畫計劃製作三輯共156集。2009年9月開始在韓國MBC電視台播放。是一套以向7歲以上小孩為播放對象的喜劇動畫。

## 韓國首播日期
- 第一輯:2009年9月3日-2010年4月1日
- 第二輯:2010年10月13日-2011年5月18日
- 第三輯:

## 集數計算
分為上下半集，以11分鐘15秒為一集，總集數為52集。以23分鐘為一集，總集數則為26集。

## 故事
希望成為搖滾樂歌手的中學生申尤娜，偶然遇上外星公主美路路，被強制變身成勁爆倉鼠，在不打倒敵人就不能變回原狀的情況下，組成樂隊保護地球。

## 人物

### 勁爆倉鼠樂隊
申尤娜為實現夢想和美露露希望招集成員而組成的樂隊。其名字其實是劉命名，但其他成員並不知情。
申尤娜
本故事的女主角。夢想成為搖滾樂歌手，因在公園替美露露搶回魔法湯匙而第一個成為勁爆倉鼠。
擔任樂隊主音。後來發現自己的爸爸是美路路的皇叔。
變身後是紅色勁爆倉鼠。
美露露
來自廚房星雲的公主。為執行任務而來到地球。
以魔法協助勁爆倉鼠變身對付敵人，而變身方法是湯匙敲打其他人的頭。
實際是申尤娜的堂姊，真實年齡超過三十歲。
八爪魚管家
美露露公主的管家，負責管理其日常生活。
在17話前半部，有詳細說明其工作實況，包括頭上的天線是搖控，以及有暴食傾向等。
金瑪麗
尤娜的好友。因尤娜和美路路無限供應免費餐券而加入。
擔任樂隊鼓手。家中開餐館。
非常貪吃，曾被尤娜說暴食症。
變身後是黃色勁爆倉鼠。
李海麗
超自戀的富家女，因被美露露知道秘密而被逼加入。
擔任樂隊結他手。背上的結他是用擺姿勢耍師。
和jenny是自幼稚園就認識的朋友。
有幫人就會長青春豆的怪病。
變身後是綠色勁爆倉鼠。
劉jenny
內向文靜的眼鏡女孩，偶爾出現奸詐的一面。初時被尤娜騙說改善恐懼症而進樂隊，後來因演奏電子琴而漸漸好轉。
小時被稱音樂神童，但因在比賽時在台上出醜而離開舞台。
擔任樂隊琴手。患有人多恐懼症，刺激過度時會出現另一人格。
有深度近視，沒有眼鏡就看不到東西。
有時會充當解說角色。
第二輯開始主持音樂教室。
變身後是紫色勁爆倉鼠。
美娜
非常喜歡宇宙人的靈異少女，因為美露露是外星人而加入。
擔任樂隊低音結他手。平常以頭髮掩住雙眼，其實長得很可愛的。
父親是學校理事長，本來和父親關係不好，後因尤娜等人幫忙而改善。
經常在樂隊室擺放詛咒用品，本身擅長下咒。
變身後是藍色勁爆倉鼠。

### 敵人
艾羅羅公主
意圖征服地球的外星人。其真正身份是美露露的妹妹。
陸士風
艾羅羅的管家兼手下，外型為藍色八爪魚。
經常在任務失敗時被艾羅羅踢飛。
在17話後半部，有詳細說明其工作實況。
本身其實是八爪魚管家的弟弟。
巨人
艾羅羅放出的怪物，胸口的號碼每集不同。

### 其他人物
財務課長
學校的財務課長。反對尤娜組建樂隊。
小賣部姐姐
本名順曦，教導樂隊如何使用樂器的大姐姐。
班主任
尤娜的班主任，同時也是尤娜的顧問老師。喜歡小賣部姐姐。
電視精靈
電視世界的精靈。實際是死後依附在電視的幽靈。
尤娜爸爸
尤娜的爸爸，美露露的皇叔。因為唱歌太難聽而令皇室蒙羞。來到地球遇上尤娜的媽媽。
只有尤娜媽媽才喜歡聽他唱歌。
臭蟲
偷跑進來的野貓，特別喜歡海麗。
黑色勁爆倉鼠
尤娜畫的倉鼠畫放進實體化機而誕生的壞蛋倉鼠。
有對應所有倉鼠的招式的能力。

## 播放列表

### 第一輯
| 話數 | 上半集中文標題           | 下半集中文標題      | 登場怪物 |
| ---- | ------------------------ | ------------------- | --- |
| 01   | 英雄的誕生               | 靠近地球的危機      | 巨大八爪魚管家 跳舞巨人(巨人一號) |
| 02   | 守護樂隊                 | 瑪麗的行動          | 大食巨人(巨人二號) |
| 03   | 時尚的海麗               | 海麗的行動          | 美女巨人(巨人三號) |
| 04   | 鋼琴少女                 | 醫好jenny的恐懼症吧 | 唱歌巨人(巨人四號) |
| 05   | 密室餅乾盜竊事件         | 五個人同心協力      | 打噴嚏巨人(巨人五號) |
| 06   | 打掃樂隊室               | 準備樂器            | 無 |
| 07   | 請顧問老師               | GAME                | 遊戲巨人(巨人七號) |
| 08   | 去大街演奏               | 醫治青春豆          | 無 |
| 09   | 去演唱會I                | 去演唱會II          | 流氓巨人(巨人九號) |
| 10   | 搖滾精神                 | 情信                | 變身巨人 |
| 11   | 倉鼠縮小了               | 需要新鮮事          | 巨人十一號 |
| 12   | 黃摩絲的音樂教室         | 實習老師我愛你      | 女學生巨人 |
| 13   | 進入電視世界             | 不喜歡考試          | 零分巨人 |
| 14   | 某一位歌手的傷心愛情故事 | 美娜的秘密          | 無 |
| 15   | 艾羅羅的反擊I            | 艾羅羅的反擊II      | 濃妝巨人(巨人十五號) |
| 16   | 貓                       | 美露露-宇宙船的秘密 | 無 |
| 17   | 八爪魚管家的生活         | 陸士風的生活        | 睡覺巨人(巨人十八號) |
| 18   | 恐怖的宿營               | 海麗的秘密          | 高跟鞋巨人(巨人六號) |
| 19   | 作詞                     | 想成為大人          | 無 |
| 20   | 黑色勁爆倉鼠             | 參加慶祝大會演出吧  | 黑色勁爆倉鼠 結他巨人(巨人二十號) |
| 21   | 病毒                     | 慰問演出            | 鼻涕巨人(巨人二十一號) |
| 22   | 去參加演奏會             | 急速怪物            | 上班族巨人(巨人二十一號) 急速巨人(巨人二十二號) |
| 23   | 減肥                     | 神秘水晶球          | 減肥巨人(巨人二十三號) |
| 24   | 去找傳說中的鼓棍         | 時間的旅行          | 無 |
| 25   | 幻想的演唱會             | 最後的戰鬥          | 巨人軍團 瘦弱巨人(巨人二十五號) 拳擊巨人(巨人二十六號) 腳臭巨人(巨人二十七號) 熊巨人(巨人二十八號) 探戈巨人(巨人二十九號) 乒乓球巨人(巨人三十號) 印度巨人(巨人三十一號) 嬰兒巨人(巨人三十二號) 瑜伽(巨人三十三號) |
| 26   | 艾羅羅的眼淚             | 友情之歌            | 印度巨人(巨人三十一號) 嬰兒巨人(巨人三十二號) 瑜伽(巨人三十三號) 肌肉巨人(巨人一百號) 巨大美露露 |

## 主題歌
- 片頭曲「Go!Happiness Our Story!」

主唱：勁爆倉鼠樂隊

## 在香港播放
香港亞洲電視購入該片後，第一輯於2010年9月29日-11月23日首播，再於2011年5月1日-7月10日及9月10日-12月18日重播。
亞洲電視於2011年12月24日-2012年6月2日首播此動畫第二輯。

| 話數 | 中文標題       | 登場怪物       |
| ---- | -------------- | -------------- |
| 01   | 粉紅色巨人現身 | 粉紅色巨人一號 |
| 02   | 黏土炮彈巨人   | 粉紅色巨人一號 |